# Melih İbrahimoğlu
Melih İbrahimoğlu (Vienna, 17 luglio 2000) è un calciatore turco con cittadinanza austriaca, centrocampista del Konyaspor.

## Caratteristiche tecniche
È un centrocampista offensivo.

## Carriera

### Club
Cresciuto nel settore giovanile del Rapid Vienna, ha debuttato in prima squadra il 29 settembre 2019 in occasione dell'incontro di Bundesliga austriaca pareggiato 3-3 contro l'Hartberg.

### Nazionale
Ha giocato nella nazionale austriaca Under-20 e nella nazionale turca Under-21.

## Statistiche
Statistiche aggiornate al 10 dicembre 2020.

### Presenze e reti nei club
| Stagione        | Squadra         | Campionato      | Campionato | Campionato | Coppe nazionali | Coppe nazionali | Coppe nazionali | Coppe continentali | Coppe continentali | Coppe continentali | Altre coppe | Altre coppe | Altre coppe | Totale | Totale | Totale |
| Stagione        | Squadra         | Comp            | Pres       | Reti       | Comp            | Pres            | Reti            | Comp               | Pres               | Reti               | Comp        | Pres        | Reti        | Pres   | Reti   |        |
| --------------- | --------------- | --------------- | ---------- | ---------- | --------------- | --------------- | --------------- | ------------------ | ------------------ | ------------------ | ----------- | ----------- | ----------- | ------ | ------ | ------ |
| 2018-2019       | Rapid Vienna II | RL              | 29         | 7          |                 | -               | -               |                    | -                  | -                  |             | -           | -           | 29     | 7      |        |
| 2019-2020       | Rapid Vienna II | RL              | 13         | 4          |                 | -               | -               |                    | -                  | -                  |             | -           | -           | 13     | 4      |        |
| 2020-2021       | Rapid Vienna II | 1L              | 5          | 0          |                 | -               | -               |                    | -                  | -                  |             | -           | -           | 5      | 0      |        |
| 2019-2020       | Rapid Vienna    | BL              | 4          | 0          | CA              | 0               | 0               |                    | -                  | -                  |             | -           | -           | 4      | 0      |        |
| 2020-2021       | Rapid Vienna    | BL              | 2          | 0          | CA              | 1               | 0               | UEL                | 3                  | 1                  |             | -           | -           | 6      | 1      |        |
| Totale carriera | Totale carriera | Totale carriera | 75         | 16         |                 | 1               | 0               |                    | 3                  | 1                  |             | -           | -           | 79     | 14     |        |

## Palmarès

### Club

#### Competizioni nazionali
- Coppa d'Albania: 1

Egnatia: 2023-2024
- Campionato albanese: 1

Egnatia: 2023-2024